# Mack Sennett
Mack Sennett (17. leden 1880 v Richmondu, Kanada – 5. listopad 1960 ve Woodland Hills, Kalifornie) byl americký filmový herec, režisér, scenárista a producent, který se do filmové historie zapsal na počátku desátých let dvacátého století jako průkopník tzv. slapstick-comedy. V desátých a dvacátých letech 20. století byl všeobecně přezdíván Král komedie (King of Comedy). Během své kariéry se podílel na výrobě stovek filmů. Z jeho "továrny na smích" vzešly hvězdy jako Charles Chaplin, Harry Langdon, Larry Semon, Ben Turpin, Billy Bevan, Bing Crosby, Gloria Swansonová nebo Mabel Normandová.

## Biografie
Narodil se dne 17. ledna 1880 jako Michael Sinnott ve městě Richmond v kanadské provincii Québec jako syn irských přistěhovalců. V sedmnácti letech se s rodiči přestěhoval do Spojených států. Jelikož bylo jeho snem stát se operním pěvcem, vydal se zkusit štěstí do New Yorku. Zde rychle opustil vidinu své operní kariéry, aby se stal hvězdou vaudevillu. Změnil si jméno na Mack Sennett a začal vystupovat v Bowery Theatre na Broadwayi jako zpěvák, tanečník a klaun. Po pěti letech divadlo opustil a zkoušel štěstí u filmu. Byl najat jako statista společností Biograph, pro kterou natáčel své filmy David Wark Griffith. Záhy se vypracoval až na Griffithova asistenta, vedle nějž získal cenné zkušenosti pro svoji budoucí dráhu režiséra a producenta. Po řadě menších či větších filmových rolích – např. v komedii Politikova milostná aféra (The Politician's Love Story; 1909) – dostal na sklonku roku 1910 příležitost k režii svého prvního filmu, komedii Vagabundi (Comrades; 1911). Následovala celá řada filmů, kterou pro společnost Biograph natočil jako herec a režisér v jedné osobě.

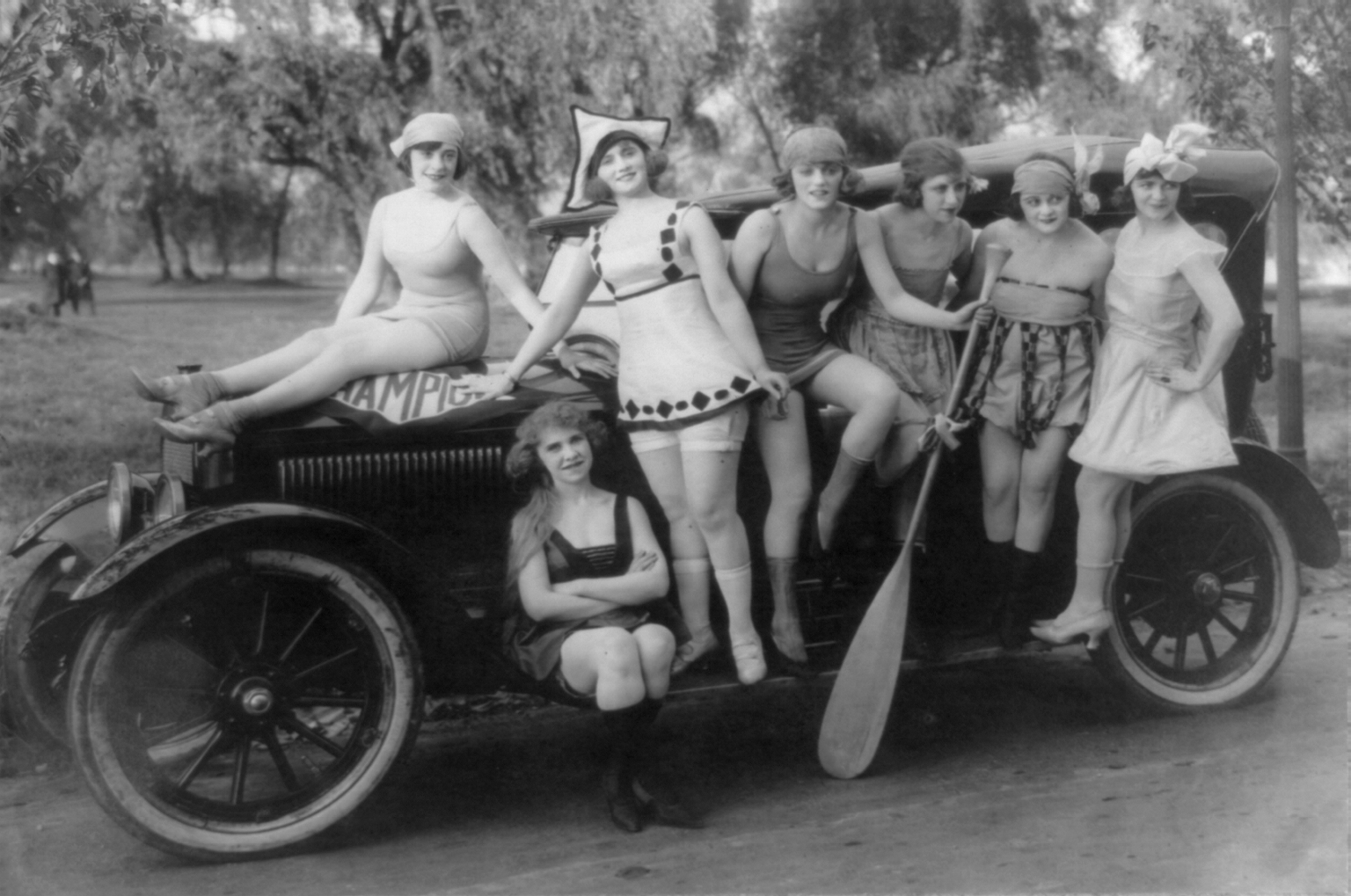
Sennettovy koupající se krásky

V roce 1912 založili dva bývalí bookmakeři Adam Kessel a Charles O. Bauman novou filmovou společnost, kterou pojmenovali Keystone, a která měla vyrábět pouze grotesky. Funkci vedoucího výroby v nově založené společnosti nabídli Sennettovi. A tak v roce 1912 opustil Griffitha a společnost Biograph a vydal se s několika neznámými kabaretními herci jako Mabel Normandová, Fred Mace a Ford Sterling na západní pobřeží Spojených států do Kalifornie, která se díky svým ideálním klimatickým a přírodním podmínkám pomalu stávala centrem filmové výroby. Zde ve studiu Bison 101 v Edendale začal natáčet své první komedie. Tou první se stal film Cohen vybírá dluhy (Cohen Collects a Debt; 1912). V tom druhém s názvem Vodní žínka (The Water Nymph; 1912) se poprvé na filmovém plátně představili na tehdejší dobu v odvážných plavkách "koupající se krásky" (Bathing Beauties). A v tom třetím – Riley a Schultz (Riley and Schultz; 1912) – vstoupil na scénu sbor ztřeštěných strážníků známých pod jménem keystoneští strážníci (Keystone Cops). Prvními hvězdami těchto komedií se staly Ford Sterling, Mabel Normandová, Roscoe "Fatty" Arbuckle, Chester Conklin, Al St. John, Hank Mann a dokonce i on sám, občas se také objevil mezi keystonskými strážníky. Jeho krátké filmy slavily u diváků velký úspěch a po jeho vzoru začala natáčet většina tehdejších filmových společností, avšak svůj primát si i v následujících letech dovedl udržet. Od roku 1913 začal natáčet dvoucívkové komedie a v roce 1914 natočil dokonce svůj první celovečerní film Chaplin honí dolary (Tillie's Puncured Romance; 1914) s Marií Dresslerovou a Charlesem Chaplinem v hlavních rolích. Z jeho "továrny na smích" vzešli téměř všechny hvězdy amerických filmových grotesek – Charles Chaplin, šilhavý Ben Turpin, Stan Laurel, muž s kozí bradkou Ford Sterling, Mabel Normandová, Roscoe "Fatty" Arbuckle, Al St. John, Mack Swain zvaný Ambrož, Louis Fazendová, Chester Conklin, Billy Bevan, Slim Summervill, Charlie Murray, Harry Langdon a další. Nové filmové hvězdy jej často velmi záhy opustily, aby natáčely pro jeho konkurenty a on za ně vždy našel náhradu a novou hvězdu. Následkem neshod s distribuční firmou Mutual vstoupil v roce 1915 společně s Griffithem a Incem do firmy The Triangle Film Corporation. V roce 1917 se společnost rozpadla a on začal vyrábět své filmy pro společnost Paramount. V průběhu své dlouhé kariéry změnil ještě několikrát distributora svých filmů. V letech 1921–1923 natáčel filmy pro společnost First National a v roce 1923 začala jeho filmy uvádět firma Pathé, která uváděla i filmy jeho největšího konkurenta Hala Roache.
Na nástup zvukového filmu reagoval okamžitě a pro novou společnost Educational Pictures začal vyrábět zvukové snímky. Prvním se stal film Lví řev (The Lion's Roar; 1928) ve kterém se objevil ještě Billy Bevan, ale hvězdou většiny z nich se stal Andy Clyde. V několika se objevil i W. C. Fields a zpěvák Bing Crosby. Kromě zvuku zasadil filmové grotesce citelnou ránu také trikový animovaný film, který ji pomalu vytlačil z kin. V polovině třicátých let byla filmová groteska již mrtvým žánrem a jeho vlastní filmová kariéra (jejího průkopníka) skončila finančním krachem. Poté opustil Spojené státy a vrátil se do své rodné Kanady, kde se stáhl do ústraní. V roce 1937 převzal zvláštního Oscara za dlouholetý přínos filmu. V roce 1939 se ještě vrátil k filmu, když přijal práci jako producent pro společnost 20th Century Fox. V roce 1949 sestavil režisér Phil Karlson z jeho slavných filmů antologii Cestou vzpomínek (Down Memory Lane; 1949). Film byl nově doplněn několika dotočenými scénami se Sennettem, který také celý film doprovodil svým komentářem. V roce 1954 se účastnil mezinárodního filmového festivalu v Benátkách, kde mu byla uspořádána retrospektiva jeho filmů. Mack Sennett zemřel 5. listopadu 1960 ve věku 80 let ve Woodland Hills v Kalifornii. Pohřben je na hřbitově Holy Cross v kalifornském Culver City.

## Filmografie (výběrová)
| Premiéra          | Název                                                             | Poznámka                                        |
| 13. leden 1930    | Půlnoční tatíci (Midnight Daddies)                                | režie, producent, s Andy Clydem                 |
| 13. leden 1929    | Příbuzní nevěsty (The Bride's Relations)                          | režie, scénář, producent, s Andy Clydem         |
| 8. červenec 1928  | Polibek na rozloučenou (Good-Bye Kiss)                            | režie, scénář, producent, s Andy Clydem         |
| 13. únor 1921     | Idol malého města (A Small Town Idol)                             | režie, scénář, producent, s Benem Turpinem      |
| 15. červen 1920   | Manželské strasti (Married Life)                                  | producent, s Benem Turpinem                     |
| 25. duben 1920    | Dole na Farmě (Down on the Farm)                                  | scénář, producent, s Fazendaovou a Turpinem     |
| srpen 1918        | Mickey (Mickey)                                                   | producent, s Mabel Normandovou                  |
| 14. listopad 1914 | Chaplin honí dolary/Miliónová nevěsta (Tillie's Punctured Romace) | režie, scénář, produkce, první celovečerní film |
| 2. únor 1914      | Chaplin si vydělává na živobytí (Making a Living)                 | produkce, debut Charlese Chaplina               |
| 17. leden 1914    | Ve spárech gangu (In the Clutches of a Gang)                      | režie + produkce                                |
| 12. květen 1913   | Trapný omyl (Mabel's Awful Mistake)                               | režie + herec                                   |
| 24. duben 1913    | Bangvillská policie (The Bangville Police)                        | producent                                       |
| 30. září 1912     | Riley a Schultz (Riley and Schultz)                               | režie, debut "keystoneských strážníků"          |
| 23. září 1912     | Vodní žínka (The Water Nymph)                                     | režie + herec, debut "koupajících se krásek"    |
| 23. září 1912     | Cohen vybírá dluhy (Cohen Collects a Debt)                        | režie, debut společnosti Keystone               |
| 13. březen 1911   | Vagabundi (Comrades)                                              | hlavní role + režie                             |
| 22. únor 1909     | Politikova milostná aféra (The Politician's Love Story)           | hlavní role                                     |

## Zajímavosti
- v životopisném filmu Chaplin režiséra Richarda Attenborougha z roku 1992 si Sennetta zahrál herec Dan Aykroyd.
- má svou hvězdu na Hollywoodském chodníku slávy (6712 Hollywood Blvd.). V roce 2004 získal svou hvězdu také na Kanadském chodníku slávy.
- v roce 1974 měl na Broadwayi premiéru muzikál Michaela Stewarta a Jerryho Hermana nazvaný Mack & Mabel, který pojednává o Sennettovi a Mabel Normandové a jejich bouřlivém vztahu.
- je autorem své autobiografie nazvané jednoduše Král komedie (King of Comedy; 1954).